# Франкфуртер Рундшау
„Франкфуртер Рундшау“ (на немски: Frankfurter Rundschau) е германски всекидневник, издаван във Франкфурт на Майн.
Основни негови конкуренти са „Франкфуртер Алгемайне Цайтунг“, местното издание на в. „Билд Цайтунг“ – най-продаваният вестник в Европа – и малкият местен консервативен „Франкфуртер Нойе Пресе“. Дизайнът на вестника е модерен, политическата му привързаност е либерална. В основата на вестника седят принципите за независимост, социална правда и справедливост.

## История
Франкфуртер Рундшау публикува своето първо издание на 1 август 1945, малко след края на Втората световна война. Това е първият вестник, който е публикуван в частта от Германия, окупирана от американците, и вторият подред вестник след края на войната в Германия. Днес вестникът се гордее с тираж от около 180 хил.

## Промени
От 30 май 2007 Франкфуртер Рундшау променя формата си от широкоформатен на таблоиден, с което през 2007 печели награда от европейските награди за вестници.

## Преструктуриране
През 2003 вестникът има финансови проблеми и затова получава парична гаранция от местната управа на провинция Хесе. През 2004 социалдемократите заявяват, че искат да са сигурни в бъдещето на един от ляво либералните всекидневници в Германия и заявяват, че те няма да влияят върху статиите, публикувани във Франкфуртер Рундшау. Социалдемократите също съобщават, че искат да намалят техния дял във вестника под 50% до 2006 г. За да бъде спасено изданието от банкрут, всички разходи драстично се смаляват. Броят на служителите се намалява за последните 3 години от 1700 на 750.